# Hubertus van Hove

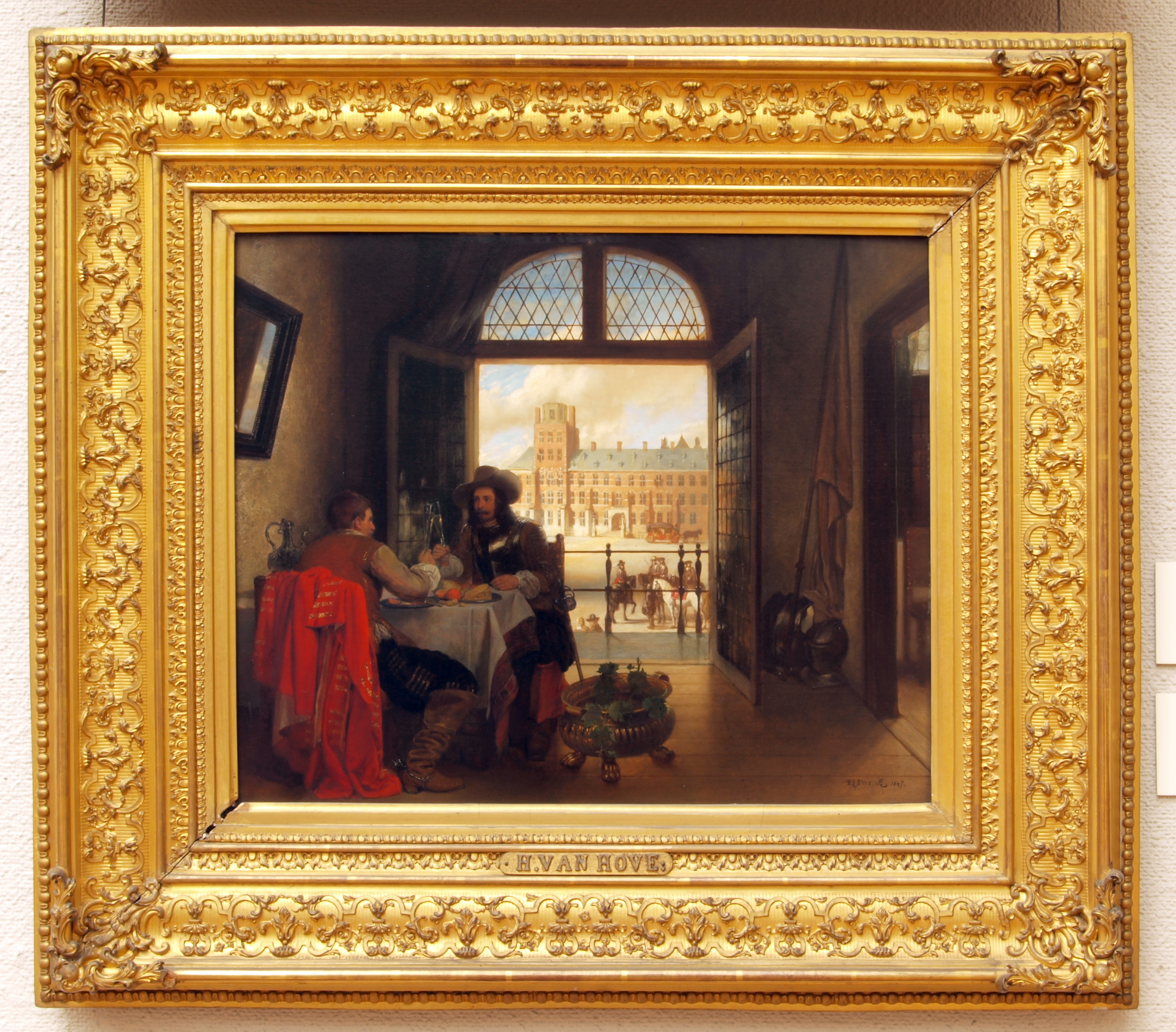
El comiat (1847), a la col·lecció del Museu Teyler

Hubertus van Hove (La Haia, 13 de maig de 1814 – Anvers, 14 de novembre de 1865?) fou un pintor neerlandès, fill de Bartholomeus van Hove (1790 – 1880) i professor d'alguns artistes que es van convertir en membres de l'Escola de la Haia.
A Hubertus van Hove no només li va ensenyar a pintar el seu pare, sinó que també va ser important Hendrik van de Sande Bakhuyzen. A l'estudi del seu pare, treballà amb Johannes Bosboom i junts van elaborar les peces de paisatge que Bartholomeus van Hove creà per al Teatre Reial de la Haia.
Hubertus començà la seva trajectòria com a pintor de paisatges, però on va destacar no va ser en aquest estil. El seu amor pel color i la llum brillant queda reflectit a les doorkijkjes (panoràmiques domèstiques), a l'estil de Pieter de Hooch. Eren vistes de llum exterior tractades des d'un interior, una habitació o una cuina situada entre la porta de sortida al carrer i un pati interior. El Museu Teyler exposa una de les seves obres destacades, titulada La teixidora, que és d'una composició viva i mostra una inclinació a una coloració més forta i més fresca que va prevaler en l'època de Van Hove.
Entre els seus alumnes, Jacob Maris, Christoffel Bisschop, Stroebel, Maurits Leon (1838 – 1865) i Hendricus Johannes Scheeres (1823 – 1864) van seguir els ensenyaments del seu mestre al seu "Armourer" i "Linen-shop" de l'estima dels seus germans artistes.